# Al-Muthanna (club)
Pour les articles homonymes, voir Al-Muthanna (homonymie).

Le club Al-Muthanna (en arabe : نادي المثنى) était une société fasciste panarabe établie à Bagdad vers 1935 à 1937, qui resta actif jusqu'en mai 1941, lorsque le coup d'État de Rachid Ali al-Gillani, pro-nazi, échoua. Il a été nommé d'après le nom d'Al-Muthanna ibn Haritha, un général arabe musulman irakien qui a dirigé les forces qui ont aidé à vaincre les Sassanides perses lors de la Bataille d'Al Qadisiyyah. Plus tard connu sous le nom de Parti national démocrate, Nadi al-Muthanna a été influencé par le fascisme européen et contrôlé par des nationalistes arabes radicaux qui, selon Mémoires d'État de 2005, "constituaient le noyau de nouveaux radicaux" pour une coalition civile et militaire panarabe.

## Sami Shawkat
En 1938, alors que le fascisme grandissait en Irak, Sami Shawkat, fasciste connu et nationaliste panarabe, fut nommé directeur général de l'éducation.
Le club al-Muthanna, sous l'influence de l'ambassadeur allemand Fritz Grobba, a développé une organisation de jeunesse, Al-Futuwwa, inspirée des ligues fascistes européennes et de la Jeunesses hitlériennes, il a été fondé en 1939 par le militant panarabe Sami Shawkat, cofondateur d'al-Muthanna, alors directeur général de l'éducation en Irak, et était sous sa gouverne.
Il est également célèbre pour son discours de 1933 "La Manufacture de la mort", dans lequel il prêchait comme le plus grand appel à accepter la mort pour la cause du panarabisme. Il a affirmé que la capacité de provoquer et d'accepter la mort à la poursuite d'idéaux panarabes était l'appel le plus élevé. Il a été dit que le chemin de Shawkat (idéologie et mouvement de la jeunesse militaire) avait influencé l’Armée populaire et les organisations de jeunesse du Parti Baas, apparues beaucoup plus tard.

## Yunis al-Sabawi
Yunis al-Sabawi (يونس السبعاوي) (qui a traduit le livre de Hitler, Mein Kampf, en arabe au début des années 1930) était actif dans le club al-Muthanna et dans la direction de Al-Futuwwa. Il était député au gouvernement irakien en tant que ministre de l'économie.
Shawkat et al-Sab'awi avaient développé de forts sentiments anti-juifs (antisémites), menant au pogroms (dans l'arabe irakien familier sous le nom de Farhoud l'inspiration venait du Mufti al-Husseini). En conséquence, une foule dirigée par des membres du club al-Muthanna et son organisation de jeunesse a attaqué la communauté juive de Bagdad les 1er et 2 juin 1941, tuant et blessant de nombreux juifs.